# Dipodascaceae
Dipodascaceae é uma família de leveduras da ordem Saccharomycetales. Segundo 2007 Outline of Ascomycota, esta família contém quatro géneros; contudo, a situação de Sporopachydermia e Yarrowia é incerta. 
O GBIF aceitou todas as espécies e incluiu também Magnusiomyces e Protendomycopsis.
As espécies desta família encontram-se amplamente distribuídas, sendo encontradas em tecidos vegetais em decomposição, ou como organismos deterioradores de alimentos na indústria alimentar.